# 艾纳香素
艾纳香素（也称为5,2',4'-三羟基-7-甲氧基黄烷酮）是一种有机化合物，化学式C16H14O6，属于黄烷酮类化合物，最初发现于艾纳香（Blumea balsamifera）中，因而得名，也存在于黄花蒿（Artemisia annua）等植物中。